# Labergement-du-Navois
Labergement-du-Navois is een plaats en voormalige gemeente in het Franse departement Doubs in de regio Bourgogne-Franche-Comté.

## Geschiedenis
Tot 1 januari 2017 was Labergement-du-Navois een zelfstandige gemeente, toen het werd opgenomen in de aangrenzende gemeente Levier.  De plaats werd hierbij overgeheveld van het arrondissement Besançon naar het arrondissement Pontarlier.

## Geografie
De oppervlakte van Labergement-du-Navois bedraagt 6,9 km², de bevolkingsdichtheid is dus 16,5 inwoners per km².
De onderstaande kaart toont de ligging van Labergement-du-Navois met de belangrijkste infrastructuur en aangrenzende gemeenten.

## Demografie
Onderstaande figuur toont het verloop van het inwonertal (bron: INSEE-tellingen).